# Non sfidarmi
Non sfidarmi è un romanzo del 2016 di Lee Child, il ventunesimo che ha come protagonista Jack Reacher, un poliziotto militare, alle prese con il nuovo nemico pubblico degli Stati Uniti… il terrorismo Jiadista.

## Trama
Jack Reacher è un maggiore della polizia militare impegnato in un complesso caso internazionale, in cui collaborando con agenti di FBI e CIA deve sventare un diabolico piano terroristico e non avere certo pietà per i "cattivi". 
Il romanzo è ambientato nel 1997, Reacher è ancora sotto alle armi, molto vicino alla fine della sua vita da ufficiale ma ancora in pienissima attività. Questa è una delle sue più difficili missioni, viene chiamato a far parte di una task force creata per scovare e bloccare un affare da 100 milioni di USD nella città di Amburgo nella Germania da poco riunificata. Un misterioso americano sta' tentando di portare a termine un affare milionario vendendo della merce misteriosa a dei terroristi islamici.
Se non bastassero le difficoltà si inserisce nell'affare un inquietante e potente gruppo di neonazisti tedeschi… chi avrà la meglio?